# Wapello (Iowa)
Wapello – miasto w Stanach Zjednoczonych, w stanie Iowa, siedziba hrabstwa Louisa. W 2000 liczyło 2124 mieszkańców.